# كاتارينا فرانك
كاتارينا فرانك (بالألمانية: Katharina Franck) (و. 1963  م) هي مغنية، وكاتبة غنائية ألمانية، ولدت في دوسلدورف.

## وصلات خارجية
- كاتارينا فرانك على موقع IMDb (الإنجليزية)
- كاتارينا فرانك على موقع ميوزك برينز (الإنجليزية)
- كاتارينا فرانك على موقع ميوزك برينز (الإنجليزية)
- كاتارينا فرانك على موقع ميوزك برينز (الإنجليزية)
- كاتارينا فرانك على موقع ديسكوغز (الإنجليزية)
- كاتارينا فرانك على موقع ديسكوغز (الإنجليزية)

- كاتارينا فرانك في قاعدة بيانات الأفلام على الإنترنت